# Almena Township
Pour les articles homonymes, voir Almena.
Almena est un township américain situé dans le comté de Van Buren au Michigan.
Lors du recensement de 2010, sa population est de 4 992 habitants. Le township s'étend alors sur une superficie de 34,88 milles carrés (90,34 km2), dont 0,47 mille carré (1,22 km2) d'étendues d'eau.
Le township d'Almena est créé en 1842 et nommé en l'honneur d'une princesse amérindienne. Jonas Barber, qui y construit une maison et un moulin en 1835, est considéré comme son premier habitant.